# Kerri Gowler
Kerri Gowler (n. 18 decembrie 1993, Whanganui, Manawatū-Whanganui Region⁠(d), Noua Zeelandă) este o canotoare ce a reprezentat Noua Zeelandă, medaliată olimpică. A participat la 2 ediții ale Jocurilor Olimpice (2016, 2020) în care a câștigat o medalie de aur și o medalie de argint.